# Альбедо нейтронів
Альбедо нейтронів — ймовірність відбиття нейтронів в результаті їх багаторазового розсіювання в середовищі.

## Фізичний зміст
За наявності двох середовищ нейтрони, які потрапили з 1-го середовища в 2-ге, можуть у процесі дифузії з 2-го середовища знову повернутися в 1-ше середовище. Ймовірність такої події характеризує здатність 2-го середовища відбивати нейтрони, вона називається альбедо нейтронів для 2-го середовища.

## Застосування
Поняття альбедо нейтронів використовується в теорії дифузії нейтронів, у нейтронній оптиці при розгляді взаємодії пучків повільних нейтронів з речовиною. Вивчення відбивання нейтронів важливе для розрахунку і конструювання ядерних реакторів.